# 映画 スター☆トゥインクルプリキュア 星のうたに想いをこめて
『映画 スター☆トゥインクルプリキュア 星のうたに想いをこめて』（えいが スタートゥインクルプリキュア ほしのうたにおもいをこめて）は、2019年10月19日に公開の日本の劇場アニメ映画。
キャッチコピーは｢はじめまして! ちいさなお星さま☆｣「さあ、歌おう♪ わたしたちの歌を大好きなキミへ 」。

## 概要
「プリキュアシリーズ」映画作品の第27弾であり、『スター☆トゥインクルプリキュア』のレギュラー単独映画作品。2019年6月2日にシリーズとしては初めてとなるイメージビジュアルが、同月24日にポスタービジュアルと主なスタッフが公開された。
本作品のコンセプトについて、東映アニメーションプロデューサーの村瀬亜季は、「「夜空をかける“流れ星”のようなロマンチックな映画」を目指し、キラキラで夢やときめきがいっぱいだけど、ほんのちょっぴり切ない物語」と語っている。こうしたコンセプトや、村瀬と監督の田中裕太の抱く世界観やビジョン、想いを表現するため、イラストレーターのいなとめまきこに依頼し、水彩画タッチで絵本風のイメージビジュアルが作られた。イメージビジュアルはひかるとララが宇宙を見上げる「地球Ver.」、はぐれた流れ星が地球に向かってこぼれ落ちる「宇宙ver.」の2種が作られており、それぞれ「うたを歌おう。道しるべとなるように。」、「わたしたちはみんな、旅のとちゅう。」とキャッチコピーが付けられている。
物語は言葉が通じない不思議な生き物・ユーマとの交流を描き、ユーマが“うた”に反応することを知ったひかるたちが“うた”を通じて絆を深め、ともに成長していく内容となっている。
監督は『Go!プリンセスプリキュア』『映画 魔法つかいプリキュア! 奇跡の変身!キュアモフルン!』を手がけた田中裕太が担当、脚本は同2作品も手がけている田中仁が担当する。キャラクターデザイン・総作画監督は小松こずえ、音楽はテレビシリーズや『映画 プリキュアミラクルユニバース』に続いて林ゆうきと橘麻美が手がける。
ゲスト声優として、星空刑事メリー・アン役に歌手・女優の知念里奈がプリキュアシリーズに初参加する。併せてこれまでのシリーズ作品で数々の音楽を手がけてきた大森祥子と高木洋による主題歌「Twinkle Stars」の歌唱も担当する。知念は2児の母としてプリキュアシリーズに触れてきており、今回の起用を受けて喜ぶとともに、演じるアンについては「すごくお茶目でおっちょこちょいでチャーミングなキャラクターなので、そんなキャラクターをしっかり演じられるといいなと思っています」、主題歌についても「歌詞には映画のテーマでもある「絆」をキーワードに大事なメッセージがたくさん詰まっていて、大人の私でも心に刺さってとても感激しました。私が歌わせていただく主題歌は映画の中で生まれる＜うた＞で、とても大事な意味を持っています。特別な歌を自分がどんな形で表現できるのかとてもワクワクしています」と語っている。今回の敵キャラクターである宇宙ハンターにも、声優の咲野俊介と石川由依、お笑いコンビラーメンズの片桐仁、俳優でいずれも今回が声優初挑戦となる濱津隆之と駒木根隆介がゲスト声優として出演する。このほか、テレビ版制作局の朝日放送テレビの夕方ニュース番組『キャスト』が劇中番組として登場、同番組のメインキャスターを務める上田剛彦（同局所属のアナウンサー）も本人役で出演する。
上映後には特報として、『映画 プリキュアミラクルリープ みんなとの不思議な1日』が2020年3月20日公開予定であることが発表された。

### 興行成績・評価等
2019年10月19日・20日の公開初日2日間では、全国230スクリーンで14万1000人を動員、興収1億6000万円を記録し、映画観客動員ランキング（興行通信社調べ）で初登場第3位を記録した。第2週時点で累計動員数は32万人、累計興収も3億7000万円を突破している。最終興収は6億7000万円。
ぴあ調査の初日満足度ランキングでは満足度92.5で第2位に、映画レビューサービス「Filmarks」の初日満足度ランキングでは4.13で第1位にランクインしている。SNS上でもストーリーに感動したファンからの感想も投稿され話題となっている。

## ストーリー
宇宙空間でノットレイダーと戦うひかるたちプリキュアの5人。星空警察のメリー・アンの協力もあって撃退に成功するが、アンがブルーキャットことユニも逮捕しようとしたため、ユニはプルンスと共にロケットに乗って逃走。このため一時的に住まいが無くなってしまったララはひかるの家に泊まることになる。翌日ララの持つコスモグミのケースの中を見ると、星のような不思議な生き物が入っていた。それは昨日の戦闘中に降り注いだ流星群からこぼれ落ち、ミルキーの髪に引っかかった星のかけらだった。ひかるはこの生き物を「UMA（未確認動物）」からなぞらえて「ユーマ」と名付ける。
ユーマは言葉が通じないが、不思議な力を持っており、「えれなとまどかが修学旅行で訪れている沖縄に行きたい」というひかるの願い通り、ひかるとララを沖縄にワープさせた。思いもよらぬバカンスの中、最初はひかるにしか懐かずララに反発していたユーマだったが、次第にララにも心を許すようになる。イグアスの滝、ヤスール火山、ナスカの地上絵、ウユニ塩湖など世界中の絶景や不思議スポットへと飛んでいったり、歌に反応することを知ってからは、歌を通じてひかるたちとユーマは気持ちを通じ合わせ絆を育んでいった。
しかし、そのユーマの正体が星の種である「スタードロップ」であることが判明。惑星になるために宇宙に帰らなくてはならないことをアンから伝えられるが、ララはせっかく仲良くなれたユーマと別れるのがどうしても納得できない。そんな中、ユーマを狙う5人の宇宙ハンターが出現。ひかるたちプリキュアはハンターからユーマを守るべく戦うが、宇宙ハンターの悪意とララの悲しみを感じ取ったユーマは急激に成長し、恐るべき事態へと発展してゆく。

## 登場人物

### テレビシリーズからの登場人物
星奈 ひかる（ほしな ひかる） / キュアスター
声 - 成瀬瑛美
テレビシリーズの主人公であり、本作品の主人公の一人。
コスモグミに紛れ込んだユーマを間違えて食べようとし、警戒されるがすぐに打ち解け、ユーマの名付け親になった。
羽衣 ララ（はごろも ララ） / キュアミルキー
声 - 小原好美
本作品におけるもう一人の主人公であり、物語の実質的主役。
ノットレイダーとの戦いで自分の髪に紛れ込んだユーマと出会い、交流を深める内、絆を深める。
天宮 えれな（あまみや えれな） / キュアソレイユ
声 - 安野希世乃
まどかと共に修学旅行で沖縄に行った際、ユーマによってワープしたひかるとララの出現に驚くも、再会後は自由時間が終わるまでユーマ探しに協力した。
香久矢 まどか（かぐや まどか） / キュアセレーネ
声 - 小松未可子
えれなと共に修学旅行で沖縄に行き、そこでユーマが気に入ったオルゴールをお近づきの印としてプレゼントした。
作中では彼女とえれなが沖縄でブルーシールアイスクリームを食べるシーンがあるが、監督の田中裕太によればタイアップはしておらず、ロゴの使用について問い合わせたところブルーシール側から快諾を得られた事で使用できたものだという。
ユニ / キュアコスモ
声 - 上坂すみれ
映画作品では初登場となる。ブルーキャットとしての活動を理由にアンから追われることとなり、プルンスを巻き込んでララのロケットで逃走した為、ララはしばらくひかるの家に泊まることになった。その後、宇宙ハンター逮捕を優先したアンと共に地球に戻り、他の仲間と合流した。
フワ
声 - 木野日菜
本作品においてはテレビシリーズ後半からの成長した姿として登場。告知当初は成長前の姿だったが、テレビシリーズの展開に合わせる形で、8月31日より公開されたキービジュアルなどにおいても変更が加えられている。
プルンス
声 - 吉野裕行
ユニに巻き込まれてロケットの操縦を任され、しつこく追いかけてくるアンの根性に呆れながらも感心した。シリーズ恒例の映画マナーコーナーではフワに振り回されていた。
AI
声 - 伊藤美紀
ララをサポートするロケットの人工知能。
テンジョウ
声 - 遠藤綾
オープニングでの戦闘シーンでノットレイと共に登場。アンのサポートを受けたプリキュアたちに敗れ、敗走していく。
ノットレイ
声 - 下山吉光、田中健大
オープニングでの戦闘シーンでプリキュア達にいつものように倒され、引き上げた。

### 本作品のオリジナルキャラクター
ユーマ
声 - なし
ひかるたちの前に現れた不思議な生物。未確認動物UMA（Unidentified Mysterious Animalの略）からひかるが名付けた。冒頭の戦闘の際、流星群に紛れて飛来し、キュアミルキーの髪の毛に付着する形で地球にたどり着いた。最初は金平糖のような形・サイズで、すぐに耳・足・尻尾を持つ小動物のような姿に変化した。
人間には理解不能の電子音のような鳴き声を発し、目・鼻・口もなくコミュニケーションを取るのは困難だが、顔面中央の緑色の模様が感情に応じて変化するため、ある程度気持ちを理解することができる。音楽が好きなようで店にあるオルゴールを夢中で聞いていたり、ひかるとララの歌に反応している。瞬間移動能力があり、ひかるたちの願いに応えて沖縄や世界各地に連れて行った。この時に訪れた絶景や名所の風景が、暗黒惑星と化し、暴走したユーマの記憶として惑星内部に再現されていた。最後にひかるとララを合わせたような少女の姿で現れ、自らの触手とララの触手を触れ合わせることで生まれたスターカラーペンをプリキュアに託す。自らは最初の姿に戻り、沖縄でもらったオルゴールと共に彗星のように金色の尾を引きながら宇宙の彼方へ飛び去って行った。最後のエンドカードでは、プリキュア達に見せたイメージ通りの惑星に成長した姿が描かれた。
ユーマの声は劇中歌「Twinkle Stars」を手がけた高木洋による物が使われており、監督の田中裕太から「テルミンのような電子音でやりたい」と相談を受けて、最初はシンセサイザーで音作りをしていたが、それだけでは喜怒哀楽を表現するのは難しいと考え、高木本人の声を録音しヴォコーダーで加工、それをシンセサイザーの音に混ぜ込むという手法を採っている。このため一部のシーンでは高木が実際に言葉を発して演じているものも用いられている。
スタードロップ
ユーマの正体。寿命を迎えて爆発した星から放出された星の種であり、初めは金平糖のように小さいが、成長すると惑星になる。宇宙最高の宝とも言われており、宇宙で暗躍するハンターたちのターゲットになっている。メリー・アンによれば、出会った人間などの生命体の影響を強く受け、時には危険な惑星に成長することもあるという。後半、別れたくないというララの悲しみと、それを「俺達と同じで、自分の物にしたいのと変わらない」と嘲るバーンの邪悪な思念に影響されたことで、近づくものに見境なく攻撃を加え、加速度的に膨張して地球を飲み込もうとする巨大な暗黒惑星に成長し、暴走する。ソレイユ、セレーネ、コスモの援護で惑星内部に突入したスターとミルキーは、内部で変身を解除される程のダメージを受け、惑星の中心部に落ちてしまうが、二人はミラクルライトを点灯させ、「ながれぼしのうた」「Twinkle Stars」を歌い、後からやってきた3人も歌唱に加わることで、正気を取り戻し、ユーマを変化させ、ユーマ自身がなりたい惑星のイメージをプリキュアたちに示した。
メリー・アン
声 - 知念里奈
犬のような容姿をした星空刑事。階級は警部補。ブルーキャット（ユニ）を捕まえるため奮闘しているが、おっちょこちょいな一面も持つ。実は悪人からスタードロップを守るのが本来の任務で、彼女の持っていた「ミラクルライト」はスタードロップを探す探知機の役割を持ち、宇宙ハンターとの戦いではプリンセススターカラーペンをパワーアップさせる。
本作品の公開に先行して、前日談として制作されたテレビシリーズの第36話にも登場。星空刑事への任命、それにブルーキャットとの因縁の発生が同話数で描かれている。
上田剛彦（うえだ たけひこ）
声 - 上田剛彦（朝日放送テレビアナウンサー、本人役）
ニュース番組『キャスト』のキャスター。テレビを見ていたひかるとララに物語の鍵となるニュースを伝える。

### 宇宙ハンター
本作品の主な敵となる5人の異星人。いずれも「星空警察」ですら手を焼くおたずね者の実力者で、目的のためならば暴力的行為も辞さない悪党たちで構成されている。
宇宙ハンターたちは全員仲間という関係ではなく、たまたま星空警察の無線を傍受して得た「スタードロップ（ユーマ）」の情報を元にそれぞれが地球へと飛来したもので、お互いを出し抜く形でスタードロップを奪い合い、最終的にはスタードロップを金儲けのためのオークションにかけようと目論んでいる。そのため、ユーマを守ろうとするプリキュアの排除も視野に入れて襲いかかる。
物語終盤では下記以外の宇宙ハンターも多数登場するが、いずれもアンによって全員逮捕されている。
バーン
声 - 咲野俊介
宇宙ハンターに連なる「ニトロ星」出身の男性異星人。炎で構成された髪に、青色をした細身の身体が特徴。一人称は「オレ」。
極めて凶悪かつ粗暴な人物として振る舞い、敵対する相手には容赦することなく徹底的に煽り倒し、自分の思うがままに目的のスタードロップを奪おうとする好戦的な性格。その反面、想定外の事態になると気弱な状態に陥る傾向にある。
戦闘の際には炎を用いた攻撃で襲いかかり、キュアスターの技「スターパンチ」を真似た「マグマパンチ」という技を披露する。また、戦闘能力も高く、細身を生かした瞬発力の攻撃のほか、頭突きで攻撃することもある。しかし、水を浴びると弱体化するという弱点をもつ。
作中では主にキュアスターと対峙するが、キュアミルキーに敗れたハイドロの水を浴びたことで弱体化し、12星座のドレスを纏ったスターの浄化技である「プリキュア・おうし座スターパンチ」を受けて敗北する。その後、隙をついてスタードロップ（ユーマ）を奪うことに成功するが、その直後にバーンの悪意に影響されたユーマの攻撃によって再度戦闘不能になり、事件へと繋がっていくこととなる。
ハイドロ
声 - 石川由依
宇宙ハンターに連なる「ウォーター星」出身の女性異星人。水で構成された水色の身体が特徴。一人称は「ウチ」で、京都弁のような口調で話す。
宇宙ハンターの中では一見穏やかな雰囲気を見せているが、スタードロップを奪うためならば卑劣な行為を淡々とこなす冷酷な人物であり、目的を遂行しようと相手を徹底的に追い詰める傾向にある。
戦闘の際には水を用いた攻撃で襲いかかるり、地面を水中のように潜って素早く相手に攻撃することができる。また、腕を刃物に変えたり、巨大な鮫に変身するなど、身体を自在に変化させることもできる。
作中では主にキュアミルキーと対峙するが、12星座のドレスを纏ったミルキーの浄化技である「プリキュア・しし座ミルキーショック」を受けて敗北する。
ダイブ
声 - 片桐仁
宇宙ハンターに連なる「シャドー星」出身の男性異星人。黒い1つ目に紫色の布が巻き付いている姿が特徴。一人称は「わたし」。
陰気かつ薄情な人物として振る舞い、自分自身を「影そのもの」と称するほど影の中に潜むことを好むほか、敵対する相手を執拗に痛めつけて陥れる傾向にある。しかし、強い光により影がなくなると冷静さをなくすという弱点をもつ。
戦闘の際には影を用いた攻撃で襲いかかり、影の中に潜んで相手を翻弄しながら、身体を伸ばす形で攻撃する手法を得意とする。
作中では主にキュアソレイユと対峙するが、12星座のドレスを纏ったソレイユの攻撃「プリキュア・てんびん座ソレイユシュート」で怯み、最後はキュアセレーネの浄化技である「プリキュア・やぎ座セレーネアロー」を受けてジャイロIIIともども敗北する。
ジャイロIII
声 - 濱津隆之
宇宙ハンターに連なる「メカ星」出身の機械型異星人。茶色と白色を基調とした機械のような身体が特徴。一人称は「わたし」。
機械のように人間的な感情はなく、目的を遂行するために同業の宇宙ハンターを巻き込んで攻撃することも辞さないなど、よくも悪くも効率のみを優先する傾向にある。
戦闘の際には身体に搭載された多彩な武器で襲いかかり、頭部から小型のミサイルを発射したり、下半身から強力な光線を放つことができる。また、自由自在に伸びる手を駆使して相手を縛り上げ、その状態のまま光線で攻撃するという戦闘スタイルを披露する。
作中では主にキュアセレーネと対峙するが、12星座のドレスを纏ったキュアソレイユの攻撃で怯み、最後はセレーネの浄化技を受けてダイブともども敗北する。
チョップ
声 - 駒木根隆介
宇宙ハンターに連なる「ジャイアント星」出身の男性異星人。頭部に2本の角を生やした巨大な身体に、赤色のグローブのような大きい手が特徴。一人称は「オレ」。
短気かつ単細胞な人物として振る舞い、スタードロップを奪うという感情が強すぎて自分の宇宙船にも見境なく攻撃するなど、キュアコスモに呆れられる姿を見せている。
戦闘の際には巨体を生かした戦法で襲いかかり、グローブのような手で見境なく相手を攻撃したり、頭部の角から電撃やバリアを繰り出すことができる。
作中では主にキュアコスモと対峙するが、12星座のドレスを纏ったコスモに角を折られる形で戦闘能力を失い、最後は彼女の浄化技である「プリキュア・おとめ座レインボースプラッシュ」を受けて敗北する。

## 作品用語
ミラクル♡スターライト
本作品のミラクルライトで、発光部はピンク色の円形で中央に大きな星、周囲にハートや星があしらわれており、本体部はラベンダー色でスイッチは黄色い星型となっている。
元々はアンが持っていたライトで、ユーマを含めたスタードロップを探す探知機としての役割を持つが、彼女が落としスターが拾っていた。ユーマの位置に反応するだけでなく、フワが光らせて応援したことでプリキュアたちに力を与え12星座ドレスへと変化させるほか、終盤ではスターとミルキーの歌声に反応したユーマの力によって無数に増殖する。
12星座ドレス
本作品における強化フォーム（スーパープリキュア）で、黄道十二星座に対応した全12種類のドレスがあり、劇中でフワや子供たちからの応援の力を受けてフォームチェンジし、キュアスターがおうし座・うお座、キュアミルキーがしし座・かに座、キュアソレイユがてんびん座・さそり座、キュアセレーネがやぎ座・いて座、キュアコスモがおとめ座・おひつじ座・ふたご座・みずがめ座のドレスを着用する。
それぞれの星座に対応した特殊能力を獲得し、プリンセススターカラーペンを使用せずに強力な技を行使できる。初期メンバーは技の発動にアイテムは不要であるが、キュアコスモはプリキュアレインボーパフュームから技を放っている。
ながれぼしのうた
本作品の鍵となる歌で、後述の通り挿入歌「Twinkle Stars」の冒頭の一節を用いているが、劇中では童謡の一つとして扱われており、ひかるも過去に母の輝美から歌い聞かされていたと語っている。
沖縄の土産物屋で売られていたオルゴールから流れてくるこの曲にユーマが興味を示し、このことを知ったララはハミングで旋律を歌うことでユーマの気持ちを落ちつかせる他、ひかるも歌ってユーマと心を交わすようになる。
終盤では暴走し巨大な暗黒惑星と化したユーマの最深部でひかるとララが歌うことでユーマが反応し始める。

## スタッフ
- 原作 - 東堂いづみ
- 漫画 - 上北ふたご（講談社「なかよし」連載）
- 製作 - 高木勝裕、村松秀信、西出将之、垰義孝、野田孝寛、許田周一、木下直哉
- 企画 - 村瀬亜季、田中昴
- 監督 - 田中裕太
- 絵コンテ - 田中裕太、平池綾子、古家陽子、志田直俊
- 脚本 - 田中仁
- キャラクターデザイン - 高橋晃、小松こずえ
- 総作画監督 - 小松こずえ
- 作画監督 - 松浦仁美、中谷友紀子
- 作画監督補佐 - 藤崎真吾
- 美術監督 - 今井美紀
- CGプロデューサー - 野島淳志
- CGディレクター - 大曽根悠介
- CGリードアニメーター - 竹中佑城
- 撮影監督 - 高橋賢司
- 色彩設計 - 竹澤聡
- 編集 - 麻生芳弘
- 録音 - 林奈緒美
- 音響効果 - 石野貴久
- 選曲 - 水野さやか
- 音響制作 - タバック
- 録音スタジオ - 東映デジタルセンター
- 音楽 - 林ゆうき、橘麻美
- 音楽特別協力 - 高木洋
- 音楽協力 - マーベラス、ライトソング音楽出版、東映アニメーション音楽出版、レジェンドア、レガートミュージック、SIGN SOUND、ライジングプロダクション
- 音楽プロデューサー - 小浜匠、井上洸、小宮彩、鎌田佳代子
- 制作担当 - 澤守洸、井桁啓介
- アニメーション制作 - 東映アニメーション
- 制作 - 映画スター☆トゥインクルプリキュア製作委員会（東映アニメーション、東映、ABCアニメーション、バンダイ、ADKエモーションズ、マーベラス、木下グループ）
- 配給 - 東映

## 主題歌
オープニングテーマ「キラリ☆彡スター☆トゥインクルプリキュア」
作詞・作曲 - 藤本記子（Nostalgic Orchestra） / 編曲 - 福富雅之（Nostalgic Orchestra） / 歌 - 北川理恵
TVサイズとは仕様が異なり、1番の直後に2番の後の間奏が入り、そのあと大サビに繋ぐ形式となっている。
映像では上述の通りノットレイダーとの戦闘が描かれ、プリキュアのアップが写されるとキャラクター名が挿入される。
テーマソング（エンディングテーマ・挿入歌）「Twinkle Stars」
作詞 - 大森祥子 / 作曲・編曲 - 高木洋
エンディングバージョン歌唱 - 知念里奈
挿入歌バージョン歌唱 - キュアスター（成瀬瑛美）・キュアミルキー（小原好美）・キュアソレイユ（安野希世乃）・キュアセレーネ（小松未可子）・キュアコスモ（上坂すみれ） / 振り付け - 石川由佳（emoTION）
挿入歌バージョンは劇中の映像と共に映画公開時期のテレビシリーズ第35話から第38話のエンディングとしても使用されていた。
挿入歌「ながれぼしのうた」
作詞 - 大森祥子 / 作曲・編曲 - 高木洋 / 歌 - キュアスター（成瀬瑛美）・キュアミルキー（小原好美）
「Twinkle Stars」の一節を用いており、劇中ではひかる（キュアスター）とララ（キュアミルキー）の歌として使われる。
挿入歌「星座のチカラ」
作詞・作曲・編曲 - Lantan / 歌 - 吉武千颯

## 関連商品
- 音楽CD『『映画スター☆トゥインクルプリキュア 〜星のうたに想いをこめて〜』主題歌シングル』（マーベラス/ソニー・ミュージックソリューションズ、2019年10月16日発売、CD+DVD盤MJSS-09249〜50、通常盤MJSS-09251）
  - CD+DVD盤には本作品の映画予告編と主題歌「Twinkle Stars」のダンスレッスンムービーを収録。
- 音楽CD『『映画スター☆トゥインクルプリキュア 〜星のうたに想いをこめて〜』オリジナル・サウンドトラック』（マーベラス/ソニー・ミュージックソリューションズ、2019年10月16日発売、MJSA-01277）
- 玩具『スターカラーペン 〜星のうたver.〜』（バンダイ、2019年10月5日発売）
  - 上述の通り物語終盤でユーマがプリキュア達に託した、新たに誕生したスターカラーペンの商品化。映画ガイドが書かれたシートが付属。
- DVD/BD『映画 スター☆トゥインクルプリキュア 星のうたに想いをこめて』（マーベラス/ポニーキャニオン、2020年2月19日発売）[32]
  - DVD特装版（PCBX-51788）/DVD通常版（PCBX-51789）/Blu-ray特装版（PCXX-50157）
  - 日本語字幕付、ピクチャーレーベル仕様。通常版はいなとめまきこイメージイラストピンナップを同梱。特装版は、映像特典としてノンテロップOP/ED、初日舞台挨拶のダイジェスト映像、「Twinkle Stars」のダンスレッスンムービー、TV用特別エンディング、TVスポット&予告集を収録、12星座ドレスブロマイドとスペシャルブックレットを同梱。

## プロモーション

### 前売り券
プレゼント付き前売り券『歌って♪想いを伝えよう♪おてがみシール』
2019年7月12日発売。シールの表面には、表面は自分の気持ちを伝えられるメッセージシールとなっており、「おめでとう」と「ありがとう」の2種類の中からいずれか1枚が付属され、裏面にはプリキュアとユーマを繋ぐ「ながれぼしのうた」の歌詞と、その音楽を聴くことができるQRコードが印刷されている。

### 入場者プレゼント
『ミラクル♡スターライト』
本作品でも映画恒例のミラクルライトによる鑑賞者参加型システムは継続され、今回はキュアスターとキュアミルキーをイメージした星とハートがあしらわれたミラクルライトとなっており、中学生以下の子供にプレゼントされた。これも恒例となった冒頭のライトの説明はひかる・フワ・プルンスによるものとなった。

### イベント・キャンペーン
ローソン / 東急電鉄 / 大阪・阿倍野地区
恒例となったスタンプラリーは、2019年7月9日から9月2日までローソン店頭で『騎士竜戦隊リュウソウジャー THE MOVIE タイムスリップ!恐竜パニック!!』と合同で実施したほか、東急電鉄では10月4日から11月3日に携帯電話・スマートフォンでQRコードを読み込んで行う「モバイルスタンプラリー」を実施、大阪・阿倍野地区でも10月19日から11月24日に4店舗合同のスタンプラリーが開催された。
横浜ランドマークタワー
前年の『映画 HUGっと!プリキュア♡ふたりはプリキュア オールスターズメモリーズ』に続く形で、2019年9月21日から11月4日までの期間、展望フロア「スカイガーデン」で映画公開記念の各種展示やコラボカフェが開催された。
上記の他、令和元年東日本台風（台風19号）の接近に伴いいずれも中止となったものの、2019年10月13日には横浜ブルク13で完成披露上映会及び舞台挨拶、また横浜市内全域を会場とした音楽イベント「横浜音祭り2019」に参加する形で、パシフィコ横浜国際交流ゾーン・プラザで主題歌歌手の吉武千颯とプリキュア役の声優5人が出演するミニステージの開催も予定されていた。このうちミニステージについては、会場をランドマークプラザ・ガーデンスクエアに、出演者も成瀬・小原・吉武の3人に変更して11月4日に振替公演が開催された。

### 関連番組
『いまだにファンです!』（テレビ朝日、一部テレビ朝日系列局ネット）
2019年9月29日（28日深夜）放送回に成瀬瑛美がゲスト出演した。
『くりぃむクイズ ミラクル9』（テレビ朝日、テレビ朝日系全国ネット）
2019年10月9日放送回の2時間スペシャルに上坂すみれと知念里奈がゲスト出演した。

## メディアでの放送・配信
- 2022年1月3日10時 - 11時20分にTOKYO MXにて新春特番として、地上波としては初となるテレビ放送が行われた[41]。
- YouTube「東映アニメーションミュージアム公式チャンネル」にて、2022年10月2日19時から10月9日18時59分までの期間限定で、本作品の無料配信が行われた。同年9月23日公開の『映画 デリシャスパーティ♡プリキュア 夢みる♡お子さまランチ!』及び同時上映短編の『わたしだけのお子さまランチ』の上映を記念した物で、本編配信後にはひかる役の成瀬瑛美からのコメント、成瀬とファイルーズあい（『トロピカル〜ジュ！プリキュア』夏海まなつ役）・悠木碧（『ヒーリングっど♥プリキュア』花寺のどか / キュアグレース役）の3人によるスペシャルトークショーも配信された[42]。